# ريفلو
ريفلو  هي كومونا (بلدية) تقع في مقاطعة كونيو في منطقة بيدمونتالإيطالية, وتقع على بعد حوالي 50 كيلومترات (31ميل)جنوب غرب تورينو وحوالي 30 كيلومترات (19ميل) شمال غرب كونيو
تحد ريفلو البلديات التالية : : بارج، برونديللو، كاردي، إنفي،جامباسكا، مارتينيانا بو، باغنو،ريفريدو،وسالوزو، وفي فرازيون سان فيرمينو، على نهر بو، وتوجد الكنيسة التي تحمل اسما، والتي بنيت فوق معبد روماني قديم (وتبقى منها أجزاء من عمودين).

## الأشخاص
- كان كارلو جيوفاني ماريا دينينا (1731-1813) مؤرخًا إيطاليًا

## المدن التوأم - المدن الشقيقة
Revello توأمت مع:
- Pozo del Molle, Argentina

## روابط خارجية
- الموقع الرسمي